# American Highway Users Alliance
L'American Highway Users Alliance (anciennement Highway Users Federation, National Highway Users Conference) est un groupe de défense d'intérêts à but non lucratif représentant de nombreuses entreprises du secteur de la construction automobile et routière. L'organisation, fondée par General Motors et d'autres entreprises en 1932, a fusionné avec l'Automotive Safety Foundation et le Comité de la sécurité routière de l'industrie automobile en 1970.
Il milite pour un investissement soutenu dans le système routier et prétend avoir « joué un rôle déterminant dans l'adoption de la quasi-totalité des lois importantes en matière de sécurité routière et de circulation au cours des 75 dernières années ». Il fait valoir que les recettes provenant des taxes fédérales américaines sur le carburant devraient être utilisées pour financer de grands projets et programmes routiers.
L'organisation préconise que le développement stratégique du réseau routier réduirait la congestion, l'émission de gaz à effet de serre et améliorerait la sécurité routière.

## Officiers et directeurs
Les personnalités suivantes ont été répertoriés sur le formulaire IRS 990 de l'organisation en 2010 :
- Norman Y. Mineta, président d'honneur (Secrétaire aux Transports des États-Unis 2001-2006[2], Hill Knowlton 2006[3])
- Bill Graves, président (gouverneur du Kansas et président de l'American Trucking Associations[4])
- Richard A. Coon, vice-président (président et directeur général de la Recreation Vehicle Industry Association)
- Thomas F. Jensen, secrétaire (vice-président d'United Parcel Service[5])
- Roy E. Littlefield, trésorier (vice-président exécutif, Association de l'industrie du pneumatique, vice-président, Fédération des transports de la région de la capitale nationale[6])
- Gregory M. Cohen, président et directeur[7].

Dix-huit autres administrateurs sont répertoriés, dont des membres de la haute direction de Ford Motor Company, General Motors, Toyota Motor North America, de l'Alliance of Automobile Manufacturers, de la Motor and Equipment Manufacturers Association, de la Recreational Vehicle Industry Association, de Chevron, de la Division Ciment de Lafarge North America, de CITGO Asphalt Refining Company et d'autres.

## Histoire
L'organisation a été fondée sous le nom de «Conférence nationale des usagers de la route» (National Highway Users Conference) en 1932 par Alfred P. Sloan, Jr., alors président de General Motors, avec d'autres leaders de l'industrie du secteur. Son objectif était de plaider pour le maintien du financement des autoroutes pendant la Grande Dépression. L'Automotive Safety Foundation a été fondée en 1937. L'organisation a financé le «Comité de la sécurité routière des industries de l'automobile» (Auto Industries Highway Safety Committee) en 1947, renommé par la suite Conseil de la sécurité et de la mobilité des concessionnaires (Dealers Safety and Mobility Council).
En 1970, la Conférence nationale des usagers de la route, la Fondation pour la sécurité automobile et le Comité de la sécurité routière du secteur automobile ont été fusionnés pour créer la Fédération des usagers de la route (Highway Users Federation).
En 1995, l'organisation a été renommée American Highway Users Association. La même année, la Automotive Safety Foundation a été rebaptisée Roadway Safety Foundation. Le nouveau président et chef de la direction, William D. Fay, a déclaré que l'organisation serait « dédiée à un plaidoyer plus efficace et plus dynamique » au nom de la communauté routière. En 2004, Greg Cohen, ancien membre du comité de la Chambre des transports et de l'infrastructure, est devenu le nouveau président et directeur.
L'AHUA a exercé des actions de lobbying pour obtenir le passage du projet de loi TEA-21 en 1998, celui du projet de loi SAFETEA-LU en 2005, du projet de loi MAP-21 en 2012 et du projet de loi FAST Act en 2015. C'était un membre de la Global Climate Coalition qui a fonctionné entre 1989 et 2002 et qui s'est vigoureusement opposé au protocole de Kyoto. En 2009, il s'opposait à la loi américaine sur les énergies propres et la sécurité «visant à augmenter considérablement le prix du carburant sur les routes grâce à une taxe cachée sur le carbone présent dans le carburant».

## Voir également
- Transport aux États-Unis
- Département des Transports des États-Unis